# Micranthemum micranthemoides
Micranthemum micranthemoides är en tvåhjärtbladig växtart som först beskrevs av Thomas Nuttall, och fick sitt nu gällande namn av Richard von Wettstein. Micranthemum micranthemoides ingår i släktet Micranthemum och familjen Linderniaceae. Inga underarter finns listade i Catalogue of Life.